# Heinrich Schiffmann
Heinrich Schiffmann (* 18. April 1872 in Burgdorf, Kanton Bern; † 25. Mai 1904 in Ouchy) war ein Schweizer Weltreisender, Fotograf und Sammler.

## Leben und Werk
Schiffmann war der Sohn von Heinrich Schiffmann, einem erfolgreichen Exportunternehmer von Emmentaler Käse, und Emma, geborene Fehr. Als sein Vater früh verstarb, lebte er zusammen mit seiner Mutter und ihrem zweiten Mann Ferdinand Roth in Burgdorf. Schiffmann litt an chronischer Tuberkulose.
Nach dem Besuch des Progymnasiums absolvierte Schiffmann die Wirtschaftshochschule in Lausanne. Nach dem Abschluss reiste er nach London und erwarb dort eine Fotoausrüstung.
Als auch sein Grossvater Heinrich Fehr und seine Mutter verstarben, verfügte Schiffmann über ein bedeutendes Kapital. Mit der so gewonnenen finanziellen Unabhängigkeit konnte er zwischen 1893 und 1903 ausgedehnte Reisen unternehmen, was auch seiner Gesundheit zugutekam. Diese führten ihn nach Nordafrika, Indien, Russland, China, Japan und in die Vereinigten Staaten. Nach einem Besuch in Mittelamerika reiste er im Winter 1897/1898 zurück in die Schweiz. Weitere Reisen folgten nach Malta, Südamerika, Hongkong und Vietnam.
Schiffmann unternahm im November 1903 seine letzte Reise zu den Seychellen, nach Madagaskar und Réunion. Eine Malariainfektion zwang ihn zu einer frühzeitigen Rückkehr. Schiffmann verstarb an den Folgen seines stark geschwächten Immunsystems.
Während der Reisen sammelte Schiffmann ethnographische Objekte, die er zusammen mit einer wertvollen Fotosammlung dem Progymnasium Burgdorf vermachte.
Damit wurde der Grundstein für das am 2. Mai 1909 eröffnete Museum für Völkerkunde Burgdorf gelegt und die «Schiffmann’sche Sammlung», die über 500 Objekte aus verschiedensten Bereichen der Kunst, des Handwerks und der Technik umfasst, der Öffentlichkeit zugänglich gemacht.
2014 wurde das 150-jährige Jubiläum der diplomatischen Beziehungen zwischen der Schweiz und Japan gefeiert. Zu diesem Anlass wurden drei Ausstellungen mit Objekten aus der Sammlung veranstaltet.
Seit Juni 2020 ist ein Teil von Schiffmanns Sammlung in einem ihm gewidmeten Themenraum im Museum Schloss Burgdorf ausgestellt.